# الشرف (يافع)

تعديل مصدري - تعديل

الشرف هي إحدى قرى عزلة لبعوس بمديرية يافع التابعة لمحافظة لحج، بلغ تعداد سكانها 631 نسمة حسب تعداد اليمن لعام 2004.